# GE C36-7
C36-7 — шестиосный тепловоз, выпускавшийся с 1978 по 1989 годы компанией GE Transportation, которая построила 584 тепловоза. Ещё 15 машин были построены заводом General Motors в Бразилии, а 3 — в Австралии.

## Эксплуатация
Наибольшее количество (422 штуки) поступило на железные дороги КНР, где они получили обозначение серии Nd5. 3 тепловоза австралийской постройки эксплуатировались в самой Австралии, 8 локомотивов попали в Африку. Остальные были распределены между американскими железными дорогами. Все 15 тепловозов бразильской постройки попали в Мексику. В 2002 году 58 подержанных тепловозов с MP/UP были экспортированы на Эстонскую железную дорогу, с переделкой колес для колеи 1520 мм. Ниже в таблице указаны первоначальные владельцы тепловозов.
| Дорога                                        | Количество | Обозначения         |
| --------------------------------------------- | ---------- | ------------------- |
| China Railways ( Китай)                       | 422        | ND5.0001 — ND5.0422 |
| Conrail                                       | 25         | 6620-6644           |
| Ferrocarril del Pacífico( Мексика)            | 15         | 419-433             |
| General Electric (испытательный трек)         | 1          | 505                 |
| Hamersley Iron ( Австралия)                   | 3          | 5057-5059           |
| Missouri Pacific Railroad                     | 60         | 9000-9059           |
| Ferrocarriles Nacionales de México ( Мексика) | 25         | 9317-9341           |
| Norfolk and Western Railway                   | 31         | 8500-8530           |
| Norfolk Southern                              | 12         | 8531-8542           |
| Трансгабонская железная дорога ( Габон)       | 8          | CC301-CC308         |